# Prasophyllum alpestre
Prasophyllum alpestre är en orkidéart som beskrevs av David Lloyd Jones. Prasophyllum alpestre ingår i släktet Prasophyllum och familjen orkidéer. Inga underarter finns listade i Catalogue of Life.